# Francisco Oscar Lamolina
Francisco Oscar Lamolina dit Pancho, né le 25 octobre 1950, est un ancien arbitre argentin de football. Débutant en 1980, il fut arbitre international de 1987 à 1995, arrêtant définitivement en 1999. 

## Carrière
Il a officié dans des compétitions majeures : 
- Copa América 1987 (1 match)
- Coupe du monde de football des moins de 20 ans 1991 (3 matchs dont la finale)
- Copa América 1993 (2 matchs)
- Coupe du monde de football de 1994 (2 matchs)